# 1924年の相撲
1924年の相撲（1924ねんのすもう）は、1924年の相撲関係のできごとについて述べる。
1923年-1924年-1925年

## できごと
前年の関東大震災で帝都が焦土となり、また国技館も罹災したため、この年の春場所を名古屋で開催した。東京相撲としては初の都外開催となった。

## 台覧相撲
- 5月25日 - 両国国技館において、東伏見宮家、朝賀宮家、久邇宮家、李王家の皇王族が5月場所10日目を台覧[2]。
- 5月27日 - 水交社において、摂政皇太子裕仁親王（後の昭和天皇）が海軍記念日余興相撲を台覧[3]。

## 本場所など
- 1月場所（東京相撲）[4]
  - 興行場所:名古屋市
  - 1月11日より晴天10日間興行
  - 79対73で西方勝利。旗手は大ノ里万助。個人優勝は栃木山守也。
- 1月場所（大阪相撲）[5]
  - 興行場所:新世界国技館
  - 1月11日より10日間興行
- 5月場所（大阪相撲）[3]
  - 興行場所:新世界国技館
  - 5月11日より10日間興行
- 5月場所（東京相撲）[6]
  - 興行場所:両国国技館
  - 5月16日より11日間興行
  - 101対85で東方勝利。旗手は大ノ里万助。個人優勝は栃木山守也。
- 6月場所（東京大阪合併相撲）[7]
  - 興行場所:新世界国技館
  - 6月12日より7日間興行

## その他相撲披露
- 10月30日-11月3日 - 明治神宮競技大会。青年団対抗、陸海軍対抗、学生相撲対抗などが行われた[8]。

## 誕生
- 1月17日 - 木村筆之助（元・幕内格行司、所属：伊勢ノ海部屋、+ 1984年【昭和59年】）
- 1月31日 - 森ノ里信義（最高位：十両10枚目、所属：高砂部屋、+ 2003年【平成15年】）
- 2月2日 - 瀬戸錦年光（最高位：十両9枚目、所属：出羽海部屋）
- 2月11日 - 藤田山忠義（最高位：前頭12枚目、所属：片男波部屋→花籠部屋→高砂部屋、+ 1979年【昭和44年】）[9]
- 3月3日 - 吉井山朋一郎（最高位：前頭11枚目、所属：出羽海部屋）[10]
- 3月6日 - 玉ノ川正行（最高位：十両7枚目、所属：二所ノ関部屋）
- 3月14日 - 東海稔（最高位：前頭14枚目、所属：伊勢ヶ濱部屋→荒磯部屋、+ 1963年【昭和38年】）[11]
- 3月31日 - 平鹿川泰二（最高位：前頭13枚目、所属：春日山部屋→立浪部屋、+ 1992年【平成4年】）[12]
- 5月3日 - 大田山一朗（最高位：前頭20枚目、所属：高砂部屋、+ 1999年【平成11年】）[13]
- 5月20日 - 一錦周之助（最高位：十両7枚目、所属：高嶋部屋、+ 2012年【平成24年】）
- 6月9日 - 若嵐武（最高位：前頭18枚目、所属：若松部屋→西岩部屋、+ 没年不明）[14]
- 6月27日 - 鶴美山侑宏（最高位：十両16枚目、所属：井筒部屋→双葉山道場→時津風部屋→井筒部屋、+ 1989年【平成元年】）
- 7月20日 - 松登晟郎（最高位：大関、所属：大山部屋、+ 1986年【昭和61年】）[15]
- 8月6日 - 不動岩三男（最高位：関脇、所属：粂川部屋→双葉山道場→時津風部屋、+ 1964年【昭和39年】）[16]
- 8月28日 - 黒瀬川進（最高位：十両5枚目、所属：谷川部屋→伊勢ヶ濱部屋→荒磯部屋、+ 1977年【昭和52年】）
- 9月25日 - 潮錦義秋（最高位：小結、所属：荒汐部屋→双葉山道場→時津風部屋、+ 2005年【平成17年】）[15]
- 10月16日 - 7代式守勘太夫（元・三役格行司、所属：鏡山部屋→伊勢ヶ濱部屋、+ 2002年【平成14年】）
- 10月27日 - 楯甲幸男（最高位：前頭18枚目、所属：中村部屋、+ 2002年【平成14年】）[17]
- 11月14日 - 力道山光浩（最高位：関脇、所属：二所ノ関部屋、+ 1963年【昭和38年】）[18]

## 死去
- 1月1日 - 花ノ山春治（最高位：十両5枚目（現役没）、所属：峰崎部屋→片男波部屋、* 1894年【明治27年】）
- 1月11日 - 高見山酉之助（最高位：関脇、所属：高砂部屋、* 1873年【明治6年】）[19]
- 2月25日 - 櫻川五良藏（最高位：前頭2枚目、所属：立田山部屋、* 1886年【明治19年】）[20]
- 7月18日 - 17代木村庄之助（元・立行司、* 1862年【文久2年】）[21]
- 9月25日 - 國見山悦吉（最高位：大関、所属：友綱部屋、* 1876年【明治9年】）[22]
- 11月20日 - 玉ノ川脇太郎（最高位：前頭17枚目、所属：佐渡ヶ嶽部屋→伊勢ノ海部屋→佐渡ヶ嶽部屋、年寄：佐渡ヶ嶽、* 1885年【明治18年】）[23]